# Sotero Lizarazu Sarriegi
Sotero Lizarazu Sarriegi (Beasain, 1919 - ?, 16 de gener de 2016) fou un ciclista de ciclocròs basc, professional entre els anys 1943 i 1948. El seu germà Miguel Lizarazu, també va ser ciclista professional.
Nascut al caseriu Latxe del barri d'Astigarreta de Beasain, va destacar la seva dedicació al ciclocròs, en el qual va aconseguir un Campionat d'Espanya de Ciclocròs i diversos pòdiums. Va morir a Sant Sebastià (Guipúscoa) el 16 de gener de 2016 a l'edat de 96 anys.

## Palmarès
- 1943
  - 2n en el Campionat d'Espanya de Ciclocròs
- 1945
  - 3r en el Campionat d'Espanya de Ciclocròs
- 1946
  - 3r en el Campionat d'Espanya de Ciclocròs
- 1947
  -  Campió d'Espanya de ciclocròs
  - Premi San Pelayo (Ciclocròs)

## Equips
- Reial Societat (1943-1948)